# Ceramika Paradyż

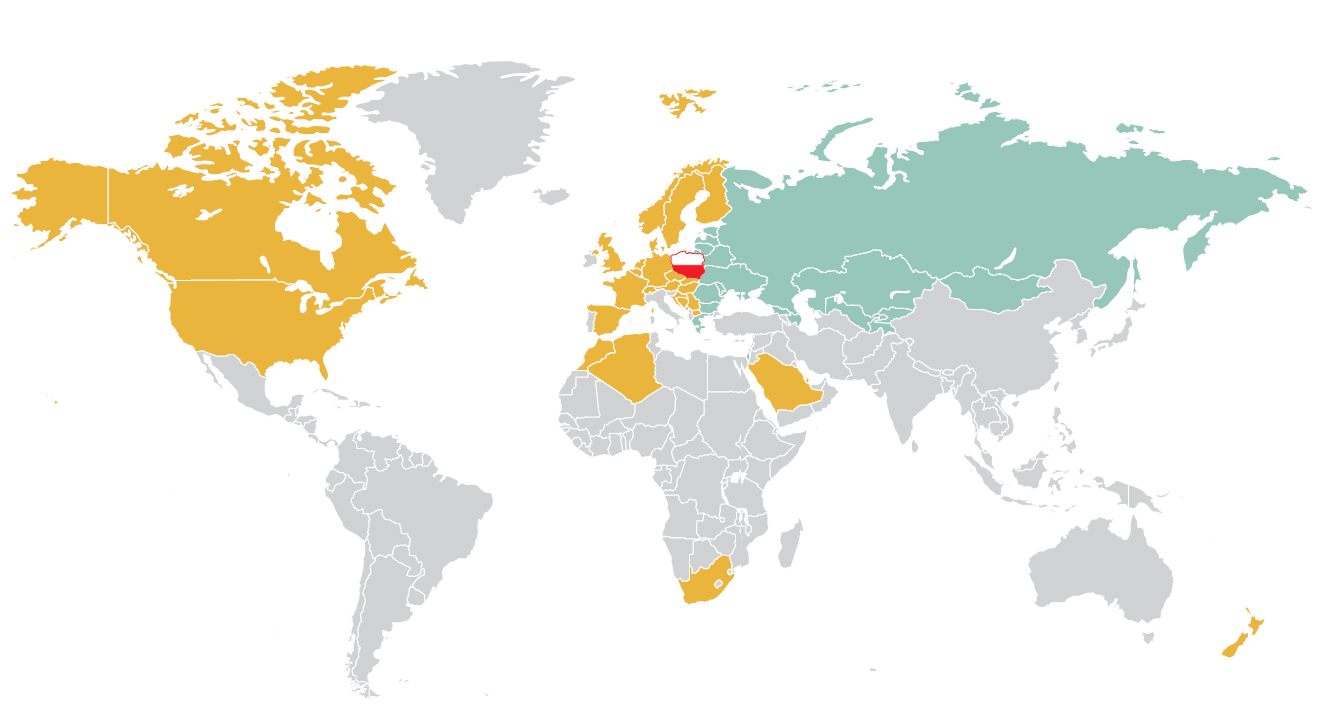
Ceramika Paradyż – mapa eksportu

Ceramika Paradyż – jeden z największych polskich producentów płytek ceramicznych, zatrudniający 1700 osób w pięciu zakładach produkcyjnych i eksportujący swoje produkty do 40 krajów świata. Główny zakład produkcyjny Grupy znajduje się w Tomaszowie Mazowieckim przy trasie S8.
Od 1989 roku Ceramika Paradyż wypracowała własny, rozpoznawalny styl, który charakteryzuje się odważnym wzornictwem, szczegółowym dopracowaniem detalu i dostępnością wielu formatów i typów płytek w ramach poszczególnych kolekcji. Jest to możliwe dzięki inwestycjom w nowoczesne technologie produkcji, wdrażanym w pięciu zakładach na terenie Łódzkiej Specjalnej Strefy Ekonomicznej. Jako pionier na rodzimym rynku, już w 1997 roku Ceramika Paradyż wprowadziła pierwszą polską szkliwioną płytkę mrozoodporną (Sahara), 9 lat później – innowacyjną technologię druku cyfrowego, a w roku 2016 – pierwsze polskie płytki gresowe w formacie 75x75 cm.

## Mecenat, misja społeczna i działalność charytatywna
Ceramika Paradyż angażuje się w działania na rzecz kultury i sztuki – zarówno w skali kraju, jak i regionu. Od 2007 roku jest Mecenasem Głównym Łódź Design Festiwal. Wspólnie z Fundacją Architektury prowadzi ogólnopolską akcję Ratujemy Mozaiki, której celem jest ochrona niszczejących dzieł sztuki oraz edukacja w zakresie dziedzictwa kulturowego. 5 października 2016 Ceramika Paradyż została laureatem Dorocznej Nagrody Ministra Kultury i Dziedzictwa Narodowego w kategorii „Mecenas Roku”.
Ceramika Paradyż od lat wspiera działalność Wielkiej Orkiestry Świątecznej Pomocy – min. poprzez organizację aukcji oraz przygotowanie szklanych serduszek i ręcznie zdobionych, limitowanych płytek ceramicznych, które wpisały się w tradycję WOŚP. W akcję zaangażowali się m.in. Jurek Owsiak – założyciel fundacji WOŚP, projektanci mody – Paprocki&Brzozowski, Piotr Małachowski – wicemistrz świata i mistrz Europy w rzucie dyskiem, Anna Rogowska – tyczkarka, medalistka igrzysk olimpijskich, mistrzyni świata, Tomasz Majewski – kulomiot, mistrz olimpijski i wicemistrz świata, piosenkarka Justyna Steczkowska, zespół Blue Cafe, muzyk i kompozytor – Grzegorz Turnau oraz piosenkarka Edyta Górniak i Wicepremier, Minister Gospodarki Waldemar Pawlak.

## Historia
Początek działalności Ceramiki Paradyż zbiegł się w czasie z odrodzeniem polskiej demokracji i gospodarki rynkowej. Firmę założyli 6 sierpnia 1989 roku Stanisław Tępiński oraz Leszek Wysocki. Początkowo firma Norbud zajmowała się produkcją palet i pustaków. Zyski z rozwijającego się przedsiębiorstwa wspólnicy przeznaczyli na zakup pieców ceramicznych. W 1991 roku uruchomili pierwszy zakład produkcyjny w Opocznie. Wraz z dynamicznym rozwojem firmy powstawały kolejne zakłady: w Wielkiej Woli (koło Paradyża) oraz trzy w Tomaszowie Mazowieckim.
W ciągu najbliższych dwóch dekad nastąpił dynamiczny rozwój firmy. W 2012 roku zmieniono logo oraz wprowadzono nową identyfikację wizualną Ceramiki Paradyż. Zaprojektowała ją agencja Brand Nature Access z Warszawy, która zaprosiła do współpracy Janusza Kaniewskiego (Kaniewski Haute Design). W 2015 roku firma uruchomiła w Tomaszowie Mazowieckim nowoczesne Centrum Handlowo-Logistyczne Paradyż Logistics&Trade. 18 marca 2016 roku pełna kontrola nad przedsiębiorstwem przeszła w ręce rodziny Tępińskich: Anny Tępińskiej- Marcinek, Adama Tępińskiego oraz Stanisława Tępińskiego, współzałożyciela Ceramiki Paradyż.

## Najważniejsze etapy rozwoju Ceramiki Paradyż[6]
- 1989 r. – rejestracja i rozpoczęcie działalności,
- 1991 r. – uruchomienie zakładu produkcyjnego w Opocznie,
- 1993 r. – uruchomienie zakładu produkcyjnego w Wielkiej Woli koło Paradyża,
- 1999 r. – uruchomienie zakładu produkcyjnego Tomaszów 1 w Tomaszowie Maz.,
- 2000 r. – otwarcie Salonu Firmowego w Tomaszowie Maz.,
- 2001 r. – rejestracja Paradyż Sp. z o.o. i uruchomienie zakładu produkcyjnego Paradyż w Tomaszowie Maz.,
- 2004 r. – uruchomienie zakładu produkcyjnego Tomaszów 2 w Tomaszowie Maz.,
- 2005 r. – rozbudowa Salonu Firmowego w Tomaszowie Maz.,
- 2005 r. – otwarcie nowego Salonu Firmowego Inspiro w Łodzi,
- 2008 r. – rozbudowa zakładu produkcyjnego Tomaszów 1 w Tomaszowie Maz.,
- 2008 r. – wprowadzenie nowych marek – Kwadro Ceramika i My Way Paradyż Group,
- 2011 r. – modernizacja zakładu produkcyjnego w Wielkiej Woli,
- 2012 r. – nowa identyfikacja wizualna Ceramiki Paradyż.
- 2014 r. – rozpoczęcie budowy Centrum Handlowo-Logistycznego w Tomaszowie Maz. z magazynem wysokiego składowania.
- 2015 r. – uruchomienie Centrum Handlowo-Logistycznego w Tomaszowie Maz.
- 2023 r. – uruchomienie masowej produkcji spieków wielkoformatowych w Tomaszowie Maz[13].

## Lokalizacja fabryk, asortyment, eksport

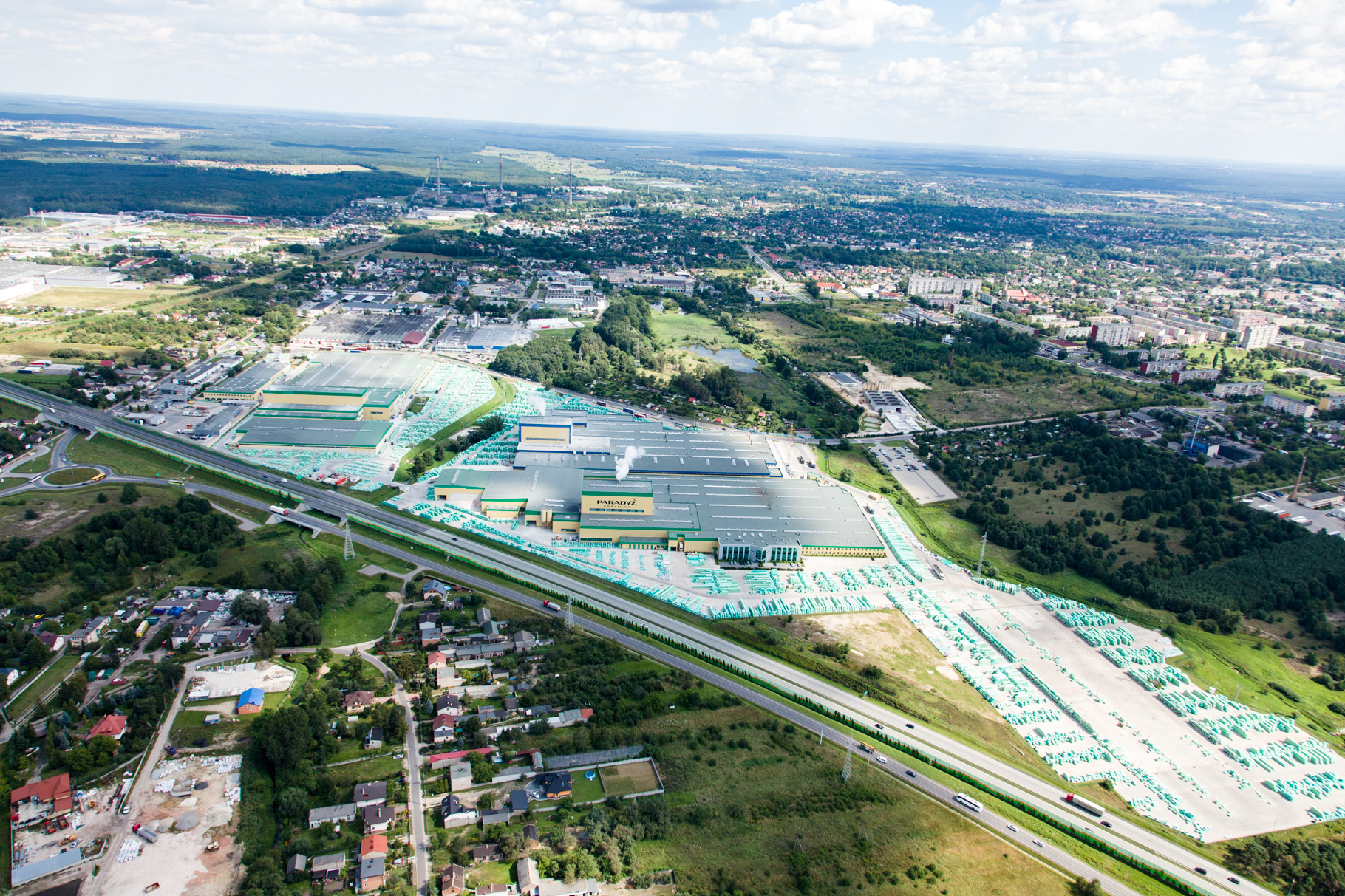
Zakłady Grupy Paradyż w Tomaszowie Mazowieckim

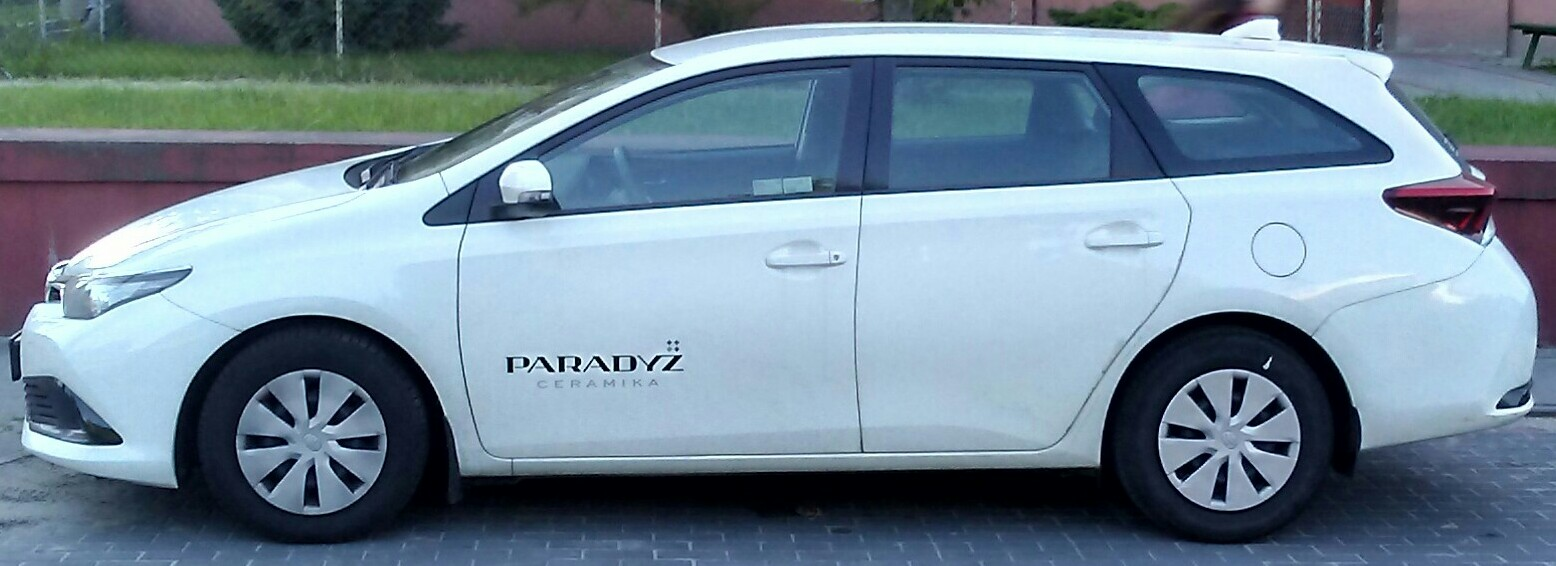
Samochód handlowca Ceramiki Paradyż

Produkcja w Ceramice Paradyż odbywa się w 5 zakładach produkcyjnych, zlokalizowanych w Łódzkiej Specjalnej Strefie Ekonomicznej: w Wielkiej Woli koło Paradyża, w Opocznie oraz w trzech zakładach w Tomaszowie Mazowieckim. Każdy zakład ma swoją specjalizację.
- Zakład w Wielkiej Woli produkuje wysoko przetworzone gresy polerowane w dużych formatach oraz klinkier.
- Zakład w Opocznie produkuje mozaiki, dekoracje oraz płytki małych i średnich formatów.
- Zakład Produkcyjny Tomaszów 1 produkuje gres techniczny, płytki ścienne dużych formatów, kolekcje gresów w podwójnym zasypie oraz spieki wielkoformatowe TRI-D[14].
- Zakład Produkcyjny Tomaszów 2 produkuje płytki rektyfikowane w dużych formatach, a Paradyż sp. z o.o. w Tomaszowie Maz. – płytki podłogowe.

Ceramika Paradyż eksportuje swoje produkty do 40 krajów: m.in. do Niemiec, Włoch, Danii, Austrii, Holandii, Szwajcarii, Francji, Szwecji, Norwegii czy Stanów Zjednoczonych.

## Nagrody i wyróżnienia[16]
Ceramika Paradyż co roku jest nagradzana za innowacyjność, wzornictwo i jakość wytwarzanych produktów, a także wysokie standardy biznesowe, zaangażowanie w rozwój regionu oraz promocję polskich produktów na arenie międzynarodowej:

### Najważniejsze nagrody dla Ceramiki Paradyż
- Nagroda w kategorii Lider Zrównoważonej Produkcji, "Diamenty Sustainable Economy", 2022[17]
- Doroczna Nagroda Ministra Kultury i Dziedzictwa Narodowego w kategorii „Mecenas Roku, 2016
- „Złote Godło w kategorii QI – Produkt Najwyższej Jakości”, 2016
- Ambasador Polskiej Gospodarki, 2016
- Orzeł Eksportu Województwa Łódzkiego, 2015
- Stabilny Lider Eksportu – ranking redakcji „Rzeczpospolitej”, 2015
- Najlepszy Eksporter woj. Łódzkiego, 2015
- Lider Polskiej Gospodarki, 2015
- Certyfikat: Mecenas Polskiej Architektury, 2014
- Tytuł: Jakość Roku – Diament, 2013
- Builder Awards – Tytuł i statuetka: Polski Herkules, 2013
- Tytuł: Created in Poland Superbrands, 2013/2014
- Certyfikat: Najwyższa Jakość w Budownictwie
- Kreator Łódź Design Festival
- Filar Polskiej Gospodarki, 2013
- Nagroda Gospodarcza Prezydenta Rzeczypospolitej Polskiej – nominacja w kategorii: Zielona Gospodarka
- Najwyższa Jakość Quality International – Złote Godło QI Product
- Nagroda: Kreator Łódź Design Festival
- Złota Statuetka Lidera Polskiego Biznesu
- Tytuł: Jakość Roku – Złoto, 2013
- Wyróżnienie w rankingu: Diamenty „Forbesa”, 2012
- Tytuł: Budowlana Firma Roku, 2012

### Najważniejsze nagrody dla produktów Ceramiki Paradyż
- Red Dot Design Award 2016[18]
- Wielka Perła Ceramiki (w latach 2006–2015)
- Złote Godło w kategorii QI Product – Produkt Najwyższej Jakości (2016, 2014)
- Medal Europejski (2016, 2015)
- Inspiracje, 2016
- Dobry Design, 2016
- Jakość Roku Produkt, 2013
- Wybór Roku, 2014
- TopBuilder, 2014
- Dyplom: Filary Polskiej Gospodarki, 2012
- Dyplom: e-Diamenty „Forbesa” & Biznes.pl, 2013
- Dyplom: Diamenty „Forbesa”, 2013

## Proces technologiczny produkcji płytek[19]

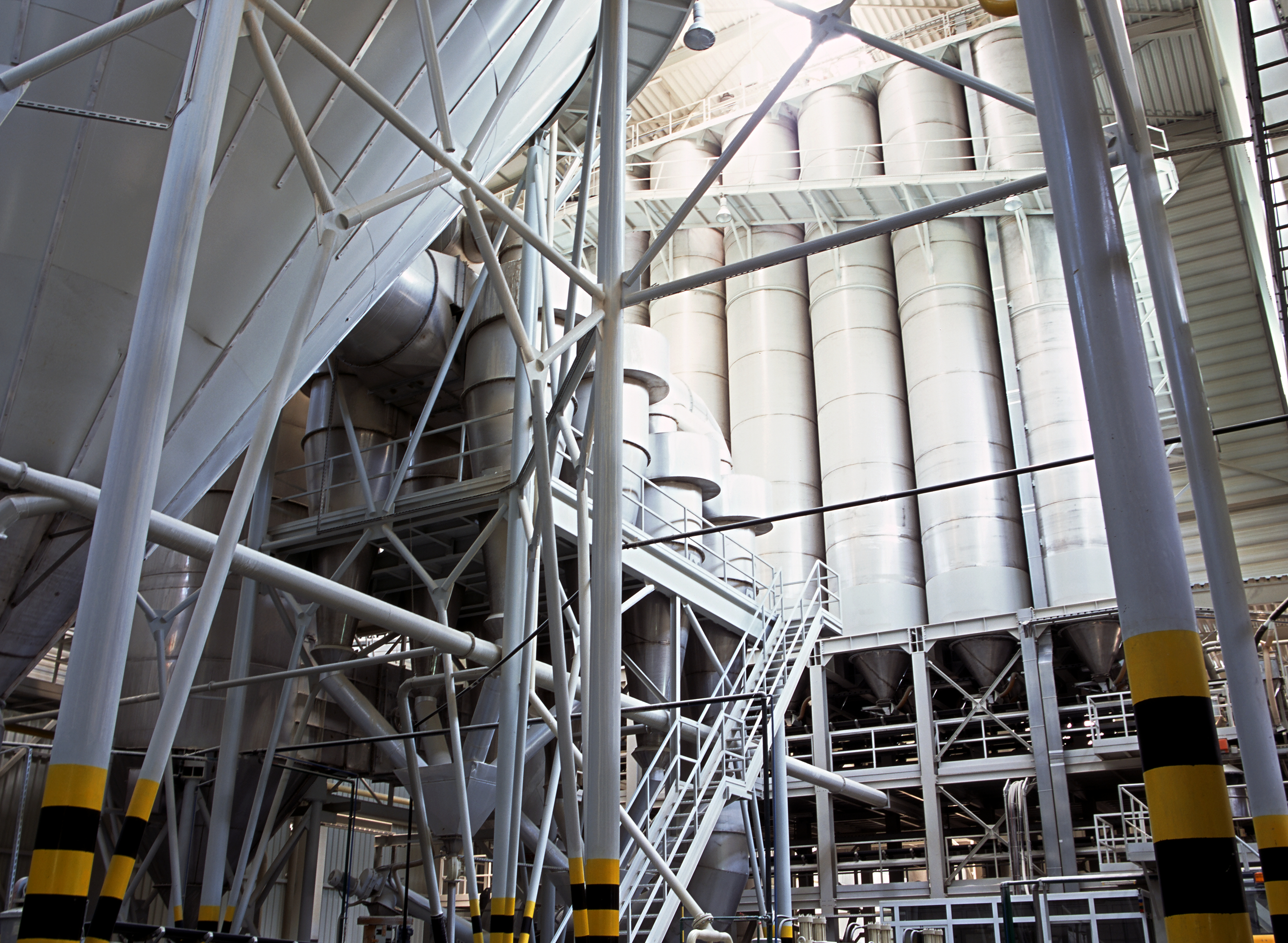
Wnętrze zakładu produkcyjnego Ceramiki Paradyż

Powstawanie płytek ceramicznych to skomplikowany technologicznie proces, który składa się z kilku etapów. Do produkcji wykorzystywane są minerały takie jak gliny, skalenie i piaski.
Na pierwszym etapie wybrane surowce trafiają do wagozasilaczy, które odmierzają ściśle określone proporcje składników. Mieszanka surowców mineralnych i wody jest mielona w potężnych młynach, aż do momentu uzyskania płynnego roztworu o odpowiedniej konsystencji.
Powstała w poprzednim etapie masa lejna trafia do ogromnych zbiorników, gdzie jest mieszana tak długo, aż stanie się jednorodna. Równocześnie za pomocą wyselekcjonowanych pigmentów jest barwiona na wybrane kolory. Po wyjściu masy ze zbiorników następuje proces suszenia jej pod wpływem wysokiej temperatury. Woda odparowuje, w efekcie czego powstaje granulat, który potem leżakuje w silosach, aż do uzyskania określonych właściwości.
W kolejnych fazach produkcyjnych granulat jest kierowany do wyposażonych w stemple pras, gdzie powstają płytki ceramiczne o różnych rozmiarach i kształcie. Ich wytrzymałość podnosi się poprzez obniżanie wilgotności w procesie ponownego suszenia. Produkt, który nie został poddany szkliwieniu, może być już na tym etapie opatrzony grafiką. Takie płytki z linii pras trafiają bezpośrednio do pieców.
W przypadku płytek szkliwionych, jeszcze przed wejściem płytek do pieca na ich powierzchnię naniesione zostaje szkliwo oraz odpowiednie dekoracje, takie jak nadruk, metalizatory czy granilie. Występują one w postaci mokrej, dlatego po ich naniesieniu stosuje się dosuszanie bezpośrednio przed wypałem.
Jednym z końcowych etapów jest proces wypalania płytek, który następuje w piecach rolkowych, wspieranych przez specjalne systemy komputerowe regulujące wysokość temperatur. W pierwszej fazie piece stopniowo zwiększają moc – aż do określonej temperatury maksymalnej, a potem stopniowo zmniejszają ją w drugiej fazie. Bogato zdobione płytki wypalane są kilkukrotnie, ponieważ każda z pokrywających je substancji wymaga wypalania w innej temperaturze. Nazywamy je dekoracjami wielokrotnego wypału.
Ostatnim, ale bardzo ważnym etapem jest szczegółowa kontrola jakości. Przy pomocy specjalnych maszyn bada się odporność na zginanie, jednorodność i wypoziomowanie powierzchni oraz zgodność wymiarów. Następnie produkty poddawane są wizualnej ocenie przez pracownika, którego zadaniem jest wykrycie ewentualnych wad powierzchni zignorowanych przez maszyny. Po usunięciu produktów niespełniających surowych norm rynkowych, płytki trafiają do automatycznej sortowni: są pakowane do pudełek i odpowiednio znakowane.

### Metoda podwójnego zasypu – produkcja gresu nieszkliwionego[20]
Część kolekcji powstałych w zakładach Ceramiki Paradyż produkowana jest z pominięciem etapu szkliwienia. Wartości estetyczne płytki i połysk uzyskujemy za sprawą podwójnego zasypu. Na pierwotną bazę naniesiona zostaje druga warstwa – wywołując efekt naturalnych wzorów. Nieszkliwione gresy wielkoformatowe charakteryzuje szczególna wytrzymałość, dlatego znajdują zastosowanie głównie w obiektach przemysłowych, rzadziej we wnętrzach mieszkalnych. Są one odporne na uszkodzenia mechaniczne oraz działanie środków chemicznych.